# Rover SD1
La Rover SD1 est une berline de type familiale et routière haut-de-gamme produite par le constructeur automobile britannique Rover de 1976 à 1986. Elle est destinée à remplacer la Rover P6 et elle est remplacée par la Série 800.
La SD1 est restylée en 1981, avec l'apparition des "Série 2". Ce restylage marque l'adoption d'un tout nouveau tableau de bord plus lisible et complet (le bois refaisait également son apparition) et la carrosserie fut légèrement retouchée : optiques, calandre, pare-chocs, spoiler, baguettes latérales à joncs chromés et nouvelles jantes alu (pour les versions Vanden-Plas et Vitesse).
Élue voiture de l'année en 1977, ce véhicule très profilé esthétiquement (dont la ligne dessinée par David Bache était clairement inspirée de la Ferrari Daytona) était proposé à son lancement avec un V8 de 3 500 cm3, la Rover SD1 3500, et plusieurs exécutions dont la luxueuse finition Vanden Plas.
SD signifie Specialist Division.

## Historique
En 1969, le futur de la SD1 est figé et son design est confié à David Bache. Le designer anglais, qui a fait la majorité de sa carrière chez Rover, confiera à la presse quelques années plus tard qu'il s'était inspiré des Ferrari 365 GTB/4 Daytona et Maserati Ghibli I.

### Résumé de la SD1
| Générations                    | Production | Dérivés de chez Rover / MG | Modèles similaires                                                                                                |
| ------------------------------ | ---------- | -------------------------- | --- |
| Rover SD1 Phase I (1976–1982)  |            |                            | Alfa Romeo Giulietta ; Audi 100 C2 Avant ; Citroën CX ; Lancia Gamma ; Simca-Chrysler 160 / 180 / 2 litres / 1610 |
| Rover SD1 Phase II (1982–1986) |            |                            | Alfa Romeo Giulietta ; Audi 100 C2 Avant ; Citroën CX ; Lancia Gamma                                              |

## Les différentes versions

### Les séries spéciales
Secours
- Certaines SD1 seront utilisées pour les secours au Royaume-Uni.

## Caractéristiques

### Chaîne cinématique

#### Moteurs

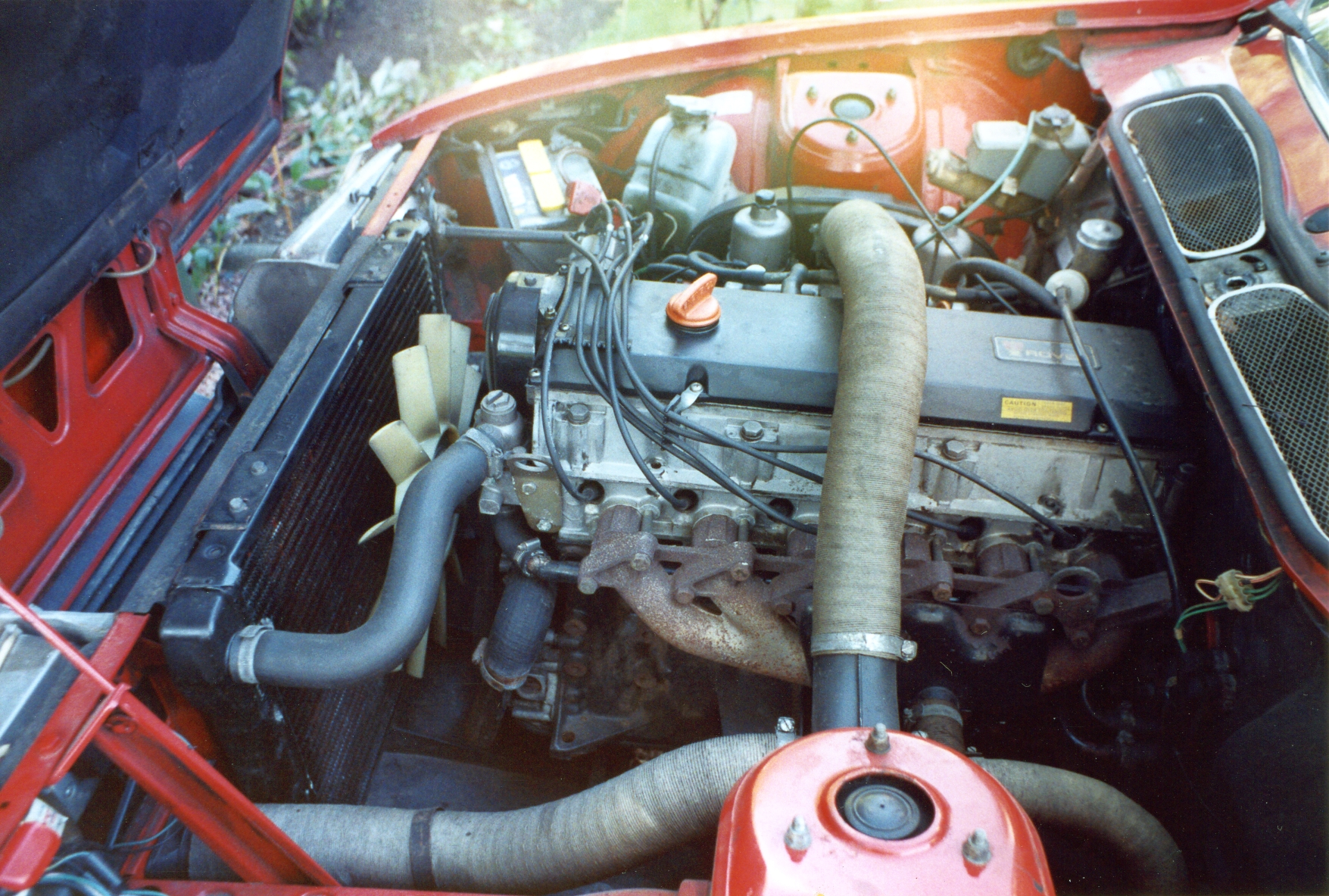
Moteur Leyland PE166 (L6).

La SD1 a eu six motorisations différentes de quatre et six cylindres en ligne ainsi qu'un V8 (cinq essence et un diesel).
- Du côté des moteurs essence :
  - le moteur Série-O quatre cylindres en ligne de 2,0 litres muni de deux carburateurs à pression constante, développant 101 ch.
  - le Leyland PE166, six cylindres en ligne de 2,3 litres ou 2,6 litres muni de deux carburateurs à pression constante, développant 119 et 123 ch.
  - le V8 Rover de 3,5 litres, soit associé à deux carburateurs à pression constante pour 157 chevaux, soit équipé d'une injection électronique donnant 193 ch. Ce dernier servit de base à une version compétition qui écuma les circuits partout en Europe durant les années 1980, gagnant notamment deux titres de champion de France de Supertourisme, en 1982 (René Metge) et 1986 (Jean-Louis Schlesser). Elle a également fait quelques apparitions en rallye aux mains du pilote d'usine de l'époque, le Belge Marc Duez.

- Du côté des moteurs diesel, un seul bloc fut proposé :
  - le VM Motori HR492, quatre cylindres en ligne à double arbre à cames latéral de 2,4 litres équipé d'une pompe à injection rotative, développant 91 ch.

| Modèle                                          | Construction | Moteur + Nom                                 | Cylindrée         | Performance                    | Couple                 | 0 à 100 km/h | Vitesse maxi | Consommation + CO2    |
| SD1 - 2000 (boite manuelle 5)                   | 1982 - 1986  | 4 cylindres en ligne British Leyland O-Serie | 1 994 cm3 (2,0 L) | 74 kW (101 ch) à 5 200 tr/min  | 163 N m à 3 250 tr/min | ... s        | 167 km/h     | ... L/100 km ... g/km |
| SD1 - 2300 (boite manuelle 4)                   | 1978 - 1983  | 6 cylindres en ligne Leyland PE166           | 2 350 cm3 (2,3 L) | 90 kW (123 ch) à 5 000 tr/min  | 181 N m à 4 000 tr/min |              | 180 km/h     |                       |
| SD1 - 2300 (boite manuelle 5)                   | 1984 - 1985  | 6 cylindres en ligne Leyland PE166           | 2 350 cm3 (2,3 L) | 87 kW (119 ch) à 5 000 tr/min  | 163 N m à 3 500 tr/min |              | 180 km/h     |                       |
| SD1 - 2600 (boite manuelle 5)                   | 1978 - 1983  | 6 cylindres en ligne Leyland PE166           | 2 597 cm3 (2,6 L) | 101 kW (138 ch) à 5 000 tr/min | 206 N m à 3 750 tr/min |              | 190 km/h     |                       |
| SD1 - 2600 S (boite manuelle 5)                 | 1984 - 1986  | 6 cylindres en ligne Leyland PE166           | 2 597 cm3 (2,6 L) | 96 kW (131 ch) à 5 000 tr/min  | 206 N m à 3 750 tr/min |              | 190 km/h     |                       |
| SD1 - 3500 (boite manuelle 5)                   | 1977 - 1984  | 8 cylindres en V Rover V8                    | 3 528 cm3 (3,5 L) | 115 kW (157 ch) à 5 250 tr/min | 269 N m à 2 500 tr/min | 9,5 s        | 200 km/h     |                       |
| SD1 - 3500 (boite auto. 3)                      | 1985 - 1986  | 8 cylindres en V Rover V8                    | 3 528 cm3 (3,5 L) | 115 kW (157 ch) à 5 250 tr/min | 272 N m à 2 500 tr/min |              | 200 km/h     |                       |
| SD1 - 3500 Vitesse (boite manuelle 5 & auto. 3) | 1983 - 1986  | 8 cylindres en V Rover V8                    | 3 532 cm3 (3,5 L) | 142 kW (193 ch) à 5 250 tr/min | 298 N m à 4 000 tr/min | 7,3 s        | 217 km/h     |                       |

| Modèle                                | Construction | Moteur + Nom                            | Cylindrée         | Performance                  | Couple                 | 0 à 100 km/h | Vitesse maxi | Consommation + CO2    |
| SD1 - 2400 D Turbo (boite manuelle 5) | 1982 - 1985  | 4 cylindres en ligne VM Motori HR 492HT | 2 393 cm3 (2,4 L) | 67 kW (91 ch) à 4 200 tr/min | 193 N m à 2 350 tr/min | ... s        | 165 km/h     | ... L/100 km ... g/km |

### Options et accessoires

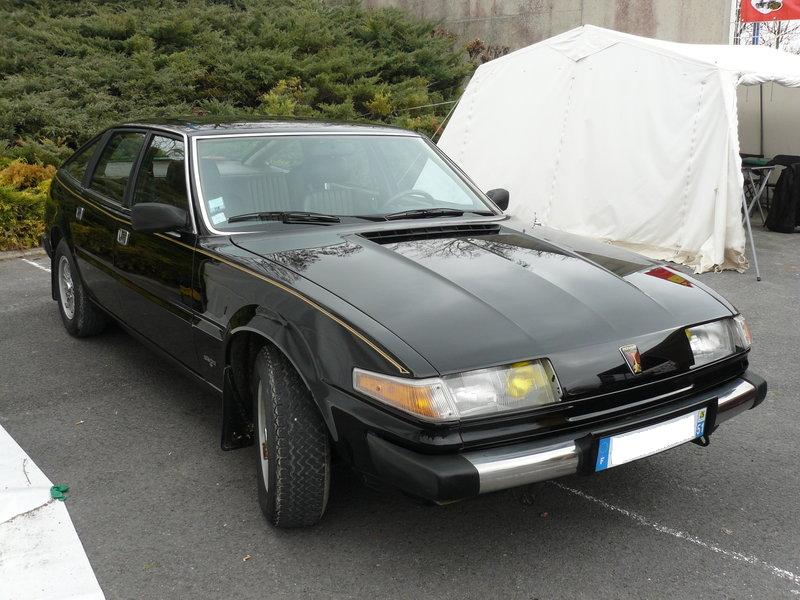
Rover 2600 S - Série 1
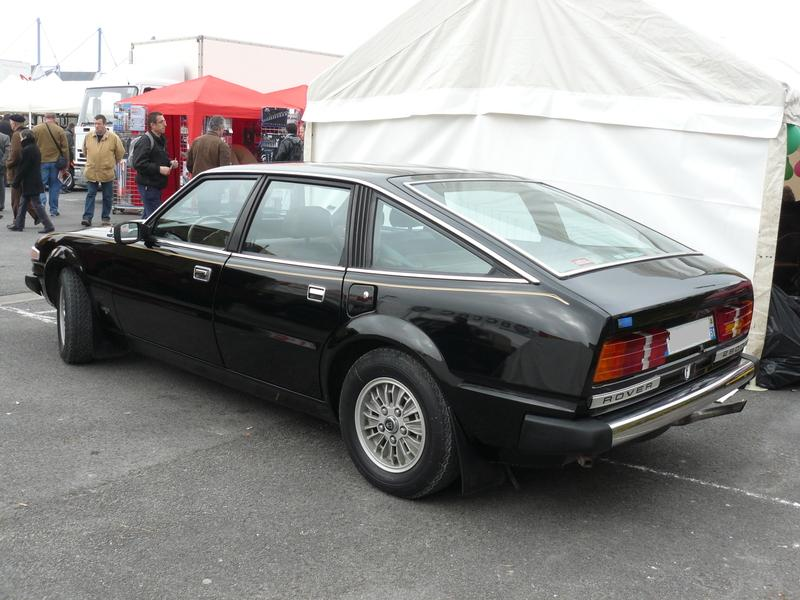
Rover 2600 S - Série 1

## Championnat

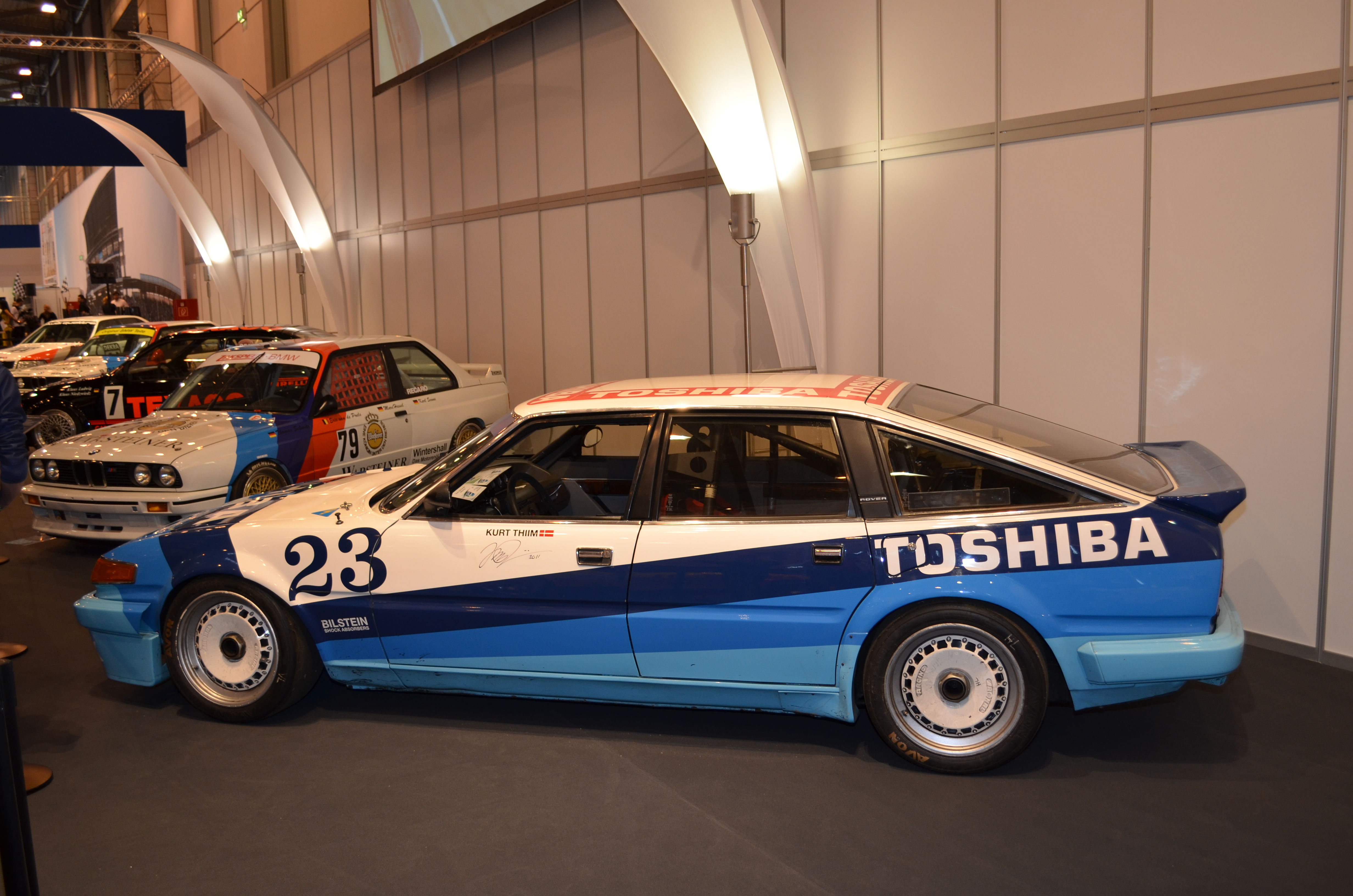
La Rover Vitesse de Kurt Thiim en 1986, pour son titre en DTM.

En 1986, le danois Kurt Thiim gagna le Deutsche Tourenwagen Masters avec la Rover Vitesse.